# Museo Paula Modersohn-Becker
El Museo Paula Modersohn-Becker es un museo dedicado a la artista alemana Modersohn-Becker (1876–1907), una de las primeras pintoras expresionistas. Ubicado en Bremen, Alemania, fue el primer museo del mundo dedicado a una mujer artista y expone obras clave de cada uno de sus períodos creativos.

## Historia
La construcción del museo fue encargada por el empresario y mecenas  Ludwig Roselius  al  arquitecto Bernhard Hoetger. Hoetger conoció la obra de Modersohn-Becker mientras estaba en París y creó un edificio expresionista de ladrillo en su memoria. Inaugurado en 1927, el museo es considerado una de las obras clave de la arquitectura expresionista en Alemania.
La colección presenta obras que abarcan toda la carrera de la artista, desde las primeras pinturas de sus años de formación en Berlín hasta las que creó en París en 1906-1907, en las que desarrolló plenamente su creatividad. 
Importantes pinturas y dibujos de la colección de Roselius se complementan con obras prestadas por la Fundación Paula Modersohn-Becker. Además, el museo también posee la colección más extensa de obras de Bernhard Hoetger . Las salas que diseñó ahora se utilizan para exposiciones de arte moderno.
Desde 1973, el edificio está incluido en la ley de protección de monumentos. Y desde 2005, una pieza electrónica de la artista Jenny Holzer llamada Arte para Paula Modersohn-Beckerest está instalada de  forma permanente en el hueco de la escalera del museo.

## Galería

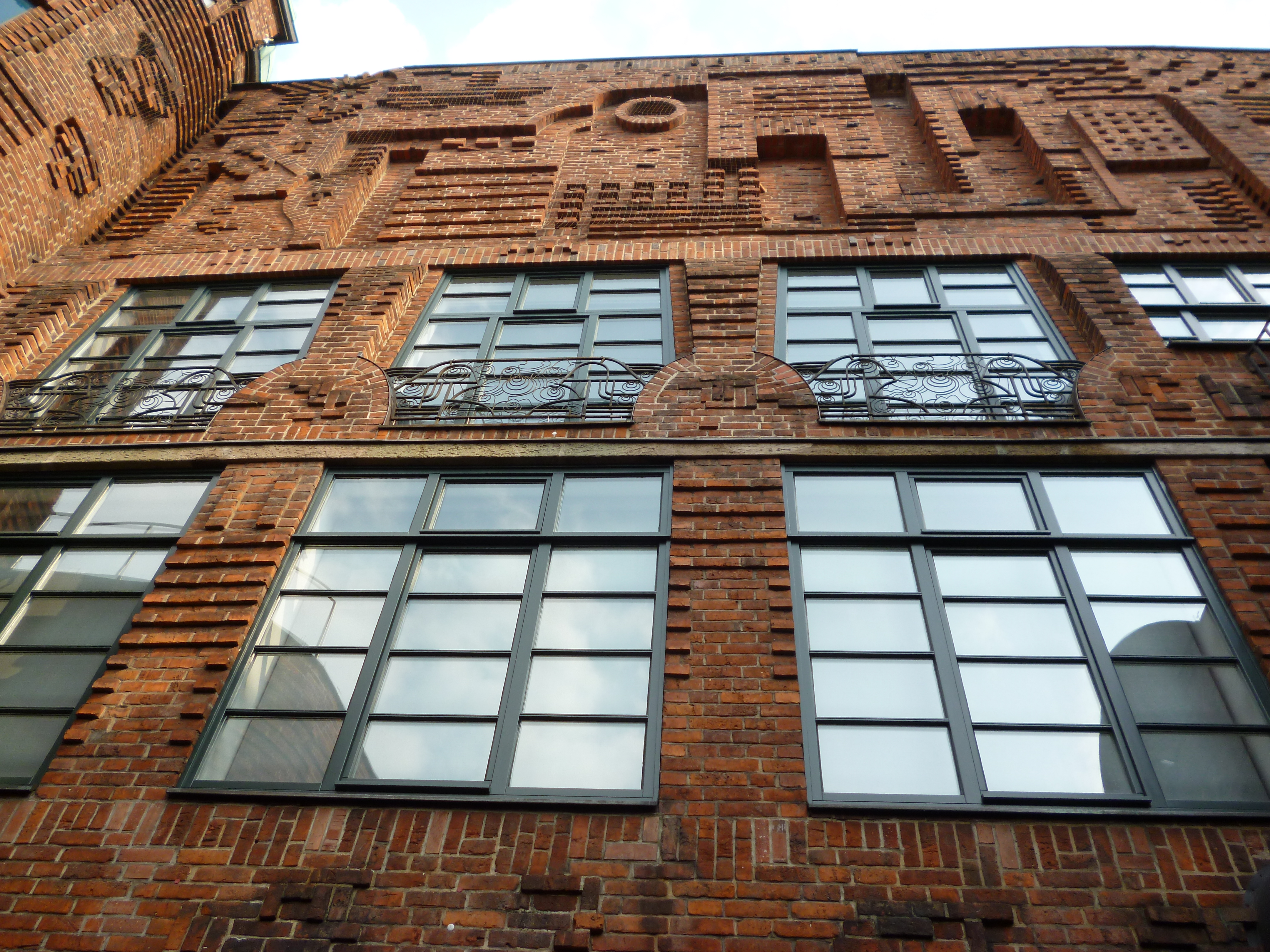
Museo Paula Modersohn-Becker
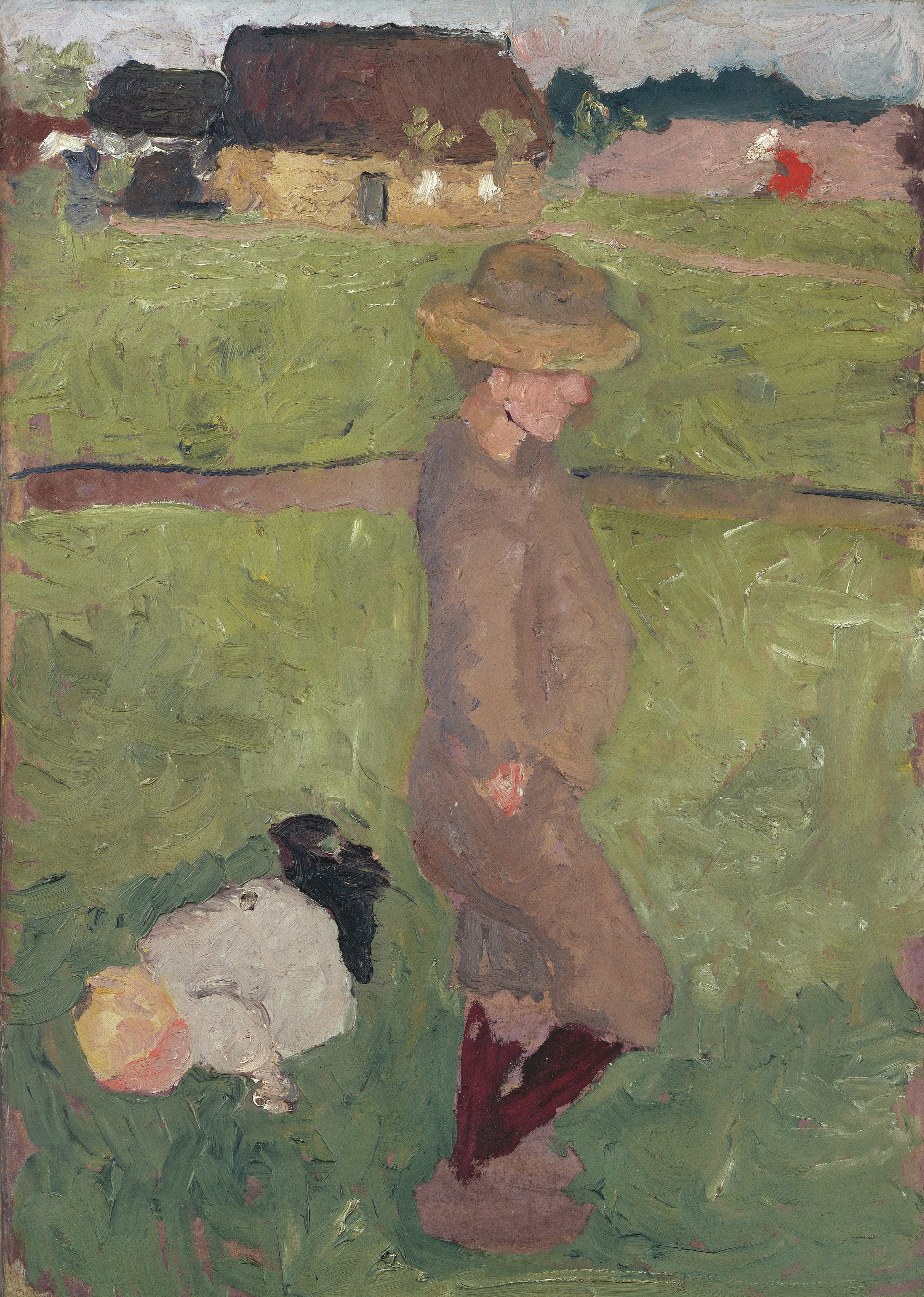
Paula Modersohn-Becker
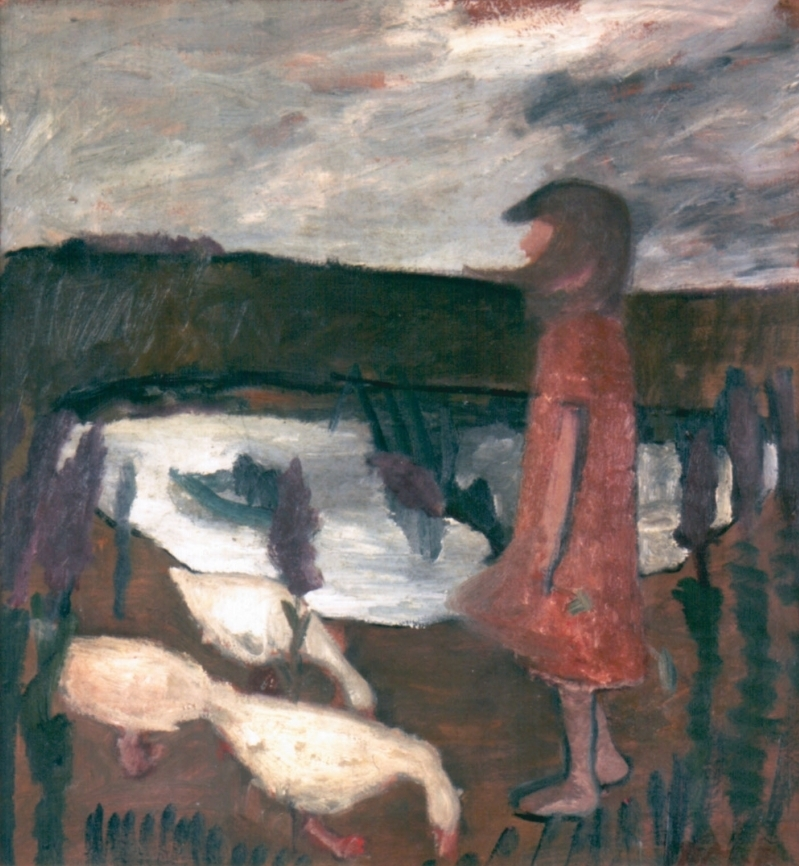
Chica con patos.  Paula Modersohn-Becker